# واسطه‌گری

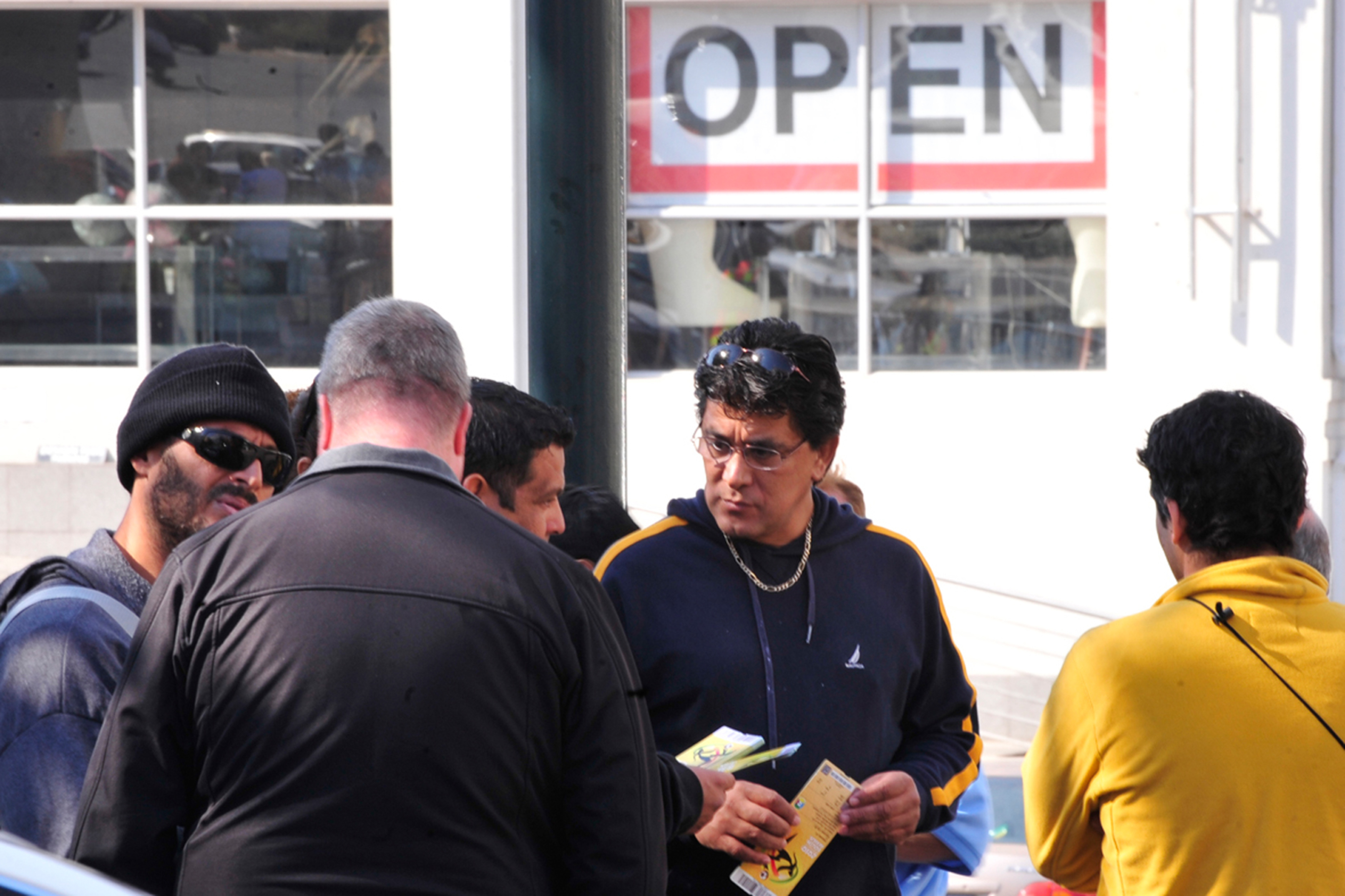
واسطه‌گری

واسطه یک بنگاه (بازرگانی) یا یک فرد (بازرگان) است که به جای مصرف یا استفاده از محصولات( کالاها یا خدمات )،آن ها را به قصد فروش مجدد خریداری می کند.واسطه‌گری یکی از عناصر چهارگانه آمیخته بازاریابی است. وظیفه این عنصر، انتقال کالا یا خدمت از تولیدکننده به مشتری نهایی است. طیفی از واسطه‌ها مثل عمده فروشها، خرده فروشها، دلالها، نمایندگان تولید، عاملان فروش، شرکت‌های حمل و نقل، انبارهای مستقل، بانکها، شرکت‌های تبلیغاتی و امروزه شبکه بزرگ و وسیع جهانی اینترنت عملیات انتقال را انجام می‌دهند. فناوری اطلاعات و ارتباطات در حوزه تجارت، نه تنها امکانات و تسهیلات متعددی برای شرکت‌های ارائه‌کننده محصولات و خدمات به شیوه سنتّی مهیا نموده و باعث پیشرفت چشمگیر آنان شد، بلکه موجب ایجاد بنگاه‌های جدیدی شد که تنها به ارائه خدمات و سرویس‌ها روی شبکه اینترنت پرداخته یا به‌طور موازی در هر دو حوزه سنتی و نوین مشغول به فعالیت گردیدند. با گسترش اینترنت، نیازهای جدید، منابع جدید، محصولات جدید، نگرش‌ها و راه‌های جدید برای کسب و کار و همینطور ارزش‌های جدید برای بنگاه و مشتری به وجود آمدند و مباحثی نظیر اقتصاد دیجیتالی مطرح گردید که با نگرش کاهش قیمت محصول/سرویس برای مصرف‌کننده تا نزدیک صفر و کسب درآمد از راه‌های دیگر وارد عرصه شدند. در نهایت تولد واسطه‌های الکترونیکی به جای واسطه‌های فیزیکی نمایانگر حضور واسطه‌ها در دنیای شبکه‌ها در قالب جدید است.

## معرفی واسطه
واسطه‌ها، گروهی از شرکت‌ها و افراد هستند که کالا یا خدمت را از تولیدکننده به مشتری و مصرف‌کننده نهایی انتقال می‌دهند. در اقتصاد دوران معاصر، اغلب تولید کنندگان محصولات را به صورت مستقیم به مصرف کنندگان نهایی نمی‌فروشند، بلکه بین آن‌ها و مصرف کنندگان نهایی، طیفی از واسطه‌های بازاریابی، مجموعه‌ای از عملکرد انتقال را به همراه نام‌هایی خاص به عهده می‌گیرند. (Kottler،۱۹۹۹) طیفی از واسطه‌ها مثل عمده فروشها، خرده فروشها، دلالها، نمایندگان تولید، عاملان فروش، شرکت‌های حمل و نقل، انبارهای مستقل، بانکها، شرکت‌های تبلیغاتی و امروزه شبکه بزرگ و وسیع جهانی اینترنت عملیات انتقال را انجام می‌دهند. در تعریف دیگر می‌توان گفت، واسطه‌ها طرف سوم برخطی هستند که در انجام معاملات به عنوان کارگزار میان خریدار و فروشنده عمل کرده و می‌توانند مجازی یا به شکل سنتی (با توجه به شرایط جدید استفاده از ابزارهای الکترونیکی) باشند.

انواع واسطه از نظر عملکرد

برخی واسطه‌ها مثل عمده‌فروش‌ها و خرده‌فروش‌ها، کالاها را خریده و آن‌ها را دوباره می‌فروشند. این افراد را واسطه کالا می‌نامند. عمده فروش، کالا را به صورت جزئی به خرده فروش‌ها می‌فروشند. بیشتر افراد، تسهیلات و امکاناتی برای انبار و ذخیره‌سازی دارند. برای مثال، تولید کنندگان پنیر به ندرت منتظر بلوغ و فرآوری محصول می‌شوند. آن‌ها پنیر را به عمده فروش می‌فروشند تا ذخیره کند و در نهایت به خرده فروش بفروشد. عمده فروش اغلب برخی مسئولیت‌ها را نیز به عهده می‌گیرد.
خرده فروش نسبت به عمده فروش رابطه شخصی محکم تری با مشتری دارد. خرده فروش چند محصول و مارک را نگه می‌دارد تا به نوعی انتظار مصرف‌کننده برآورده شود. یک مصرف‌کننده انتظار دارد که چند محصول و چند مارک از هر محصول به او عرضه شود. خرده فروش می‌تواند امور تبلیغی و پیشبردی محصول و خدمت را انجام داده و قیمت فروش نهایی محصول را بدهد. خرده فروش اغلب یک مارک قوی را نیز در اختیار دارد.

برخی دیگر از واسطه‌ها، مثل دلالها، نمایندگان تولید و عاملان فروش، به دنبال مشتری می‌گردند. این عمل ممکن است در پشت نام تولیدکننده و در مذاکره با خریدار صورت گیرد. این افراد را واسطه عامل، می‌نامند و در بازارهای غیر داخلی و بین‌المللی مورد استفاده قرار می‌گیرند. آموزش آن‌ها بسیار گران و انگیزش و کنترل از راه دور آن‌ها نیز بسیار سخت است.

همچنین عده‌ای دیگر از واسطه‌ها، مثل شرکت‌های حمل و نقل، انبارهای مستقل، بانک‌ها و شرکت‌های تبلیغاتی نیز در امر توزیع فعالیت و کمک رسانی می‌کنند، اما نه مالک کالا می‌شوند و نه در مورد قیمت خرید یا فروش مذاکره می‌کنند. این افراد را تسهیل‌کننده می‌نامند.

از دیگر گروه‌های واسطه‌گری، شبکه بزرگ و گسترده جهانی اینترنت است که بازاری با شاخه‌های متعدد و گسترده را فراهم کرده‌است. اصلی‌ترین فایده استفاده از اینترنت در بازاریابی، به وجود آوردن مخاطبین بی‌شمار برای محصولات در جاویژه بازارها (niche) است. در حال حاضر تغییر بسیار وسیع، در بخش بازرگانی و مصرف به وجود آمده و واسطه‌گری را متحول ساخته‌است. «کاتلر» در کتاب مدیریت بازار خود ادعا می‌کند که رایانه‌ها و شبکه جهانی اینترنت عادتهای خرید را سراپا دگرگون خواهند کرد. در ادامه در خصوص تأثیر شگرف این پدیده بر واسطه‌گری بیشترخواهیم نوشت.

## واسطه‌گری الکترونیکی
مدیریت ارتباط متقابل فروشنده و مشتری در یک محیط پیشرفته رسانه‌ای به منظور کسب سود برای شخص یا سازمان مربوطه

فاکتورهای موفقیت در واسطه‌گری الکترونیکی:

۱) سود رسانی به فروشنده و مشتری

۲) توانایی در ارائه خدمات و اطلاعات مورد نیاز مشتریان به صورت برخط

۳) توانایی کنترل و هدایت

۴) ایجاد یکپارچگی میان فعالیت‌های واسطه‌گری الکترونیکی با سایر فعالیت‌ها

فعالیت‌هایی که توسط واسطه‌ها انجام می‌شود

قسم اول؛ بهره‌گیری مصرف‌کننده از خدمات واسطه‌ها
- جستجو و ارزیابی

انتخاب مصرف‌کننده در یک فروشگاه خاص بیشتر بر مبنای دو محور جستجوی گزینه‌ها و معیارهای ارزیابی است. واسطه‌های خرده فروشی نوعی از خدمات ارزیابی و جستجو را طراحی و ارائه کرده که به مصرف‌کننده برای انتخاب آمیخته بازاریابی مناسب، کمک می‌کند.

•	ارزیابی نیازها و جور کردن محصول

واسطه‌ها می‌توانند خدمات مفید و با ارزشی را از طریق کمک به تصمیم‌گیری مشتری فراهم کنند. برای مثال، برخی فروشگاه‌های سخت‌افزار خود را به عنوان مشاور در امر خرید سخت‌افزار معرفی کرده و به مشتریان در زمینه محصول مورد نیازشان، کمک می‌کنند.
- مدیریت ریسک مشتری

مصرف کنندگان همیشه اطلاعات کاملی ندارند، لذا ممکن است چیزی را بخرند که به دردشان نمی‌خورد. در نتیجه مصرف‌کننده در خرید کالا با مقداری ریسک مواجه‌است. در این زمینه واسطه‌ها خدمتی را فراهم کرده‌اند تا زمینه برگشت محصول وجود داشته باشد.
- توزیع محصول

برخی واسطه‌ها، نقش مهمی در تولید، بسته‌بندی و توزیع محصول بازی می‌کنند. توزیع عاملی حساس و مؤثر در تصمیم‌گیری و دخیل در ارزش برخی کالاهای مصرفی است.

قسم دوم؛ بهره‌گیری تولیدکننده از خدمات واسطه‌ها
- انتشار اطلاعات محصول

یکی دیگر از خدمات واسطه‌ها به تولیدکنندگان، اطلاع رسانی به مشتری دربارة محصول و مشخصات آن است.

•	اثر خرید 

تولیدکنندگان علاوه بر خدمات اطلاعاتی، به خدمات واسطه‌ها به دلیل اثرگذاری روی رفتار مصرف کنندگان و انتخاب خرید آنها، اهمیت می‌دهند. طرح‌های جبران خدمات، تخفیف‌های ویژه، پرداخت براساس چگونه قرار گرفتن محصول در قفسه و محل قرار گرفتن قفسه در فروشگاه، همه و همه راههایی است که تولیدکنندگان به واسطه آن، خدمات را از واسطه‌ها می‌خرند.
- تهیه اطلاعات در خصوص مشتریان

علاوه بر نشر اطلاعات و خدمات اثرگذاری، واسطه‌ها اطلاعات با ارزشی را در خصوص مشتریان فراهم می‌آورند. افزایش استفاده از فناوری اطلاعات در صنعت خرده‌فروشی، به افزایش اهمیت کمپانی‌های اعتباری و خرده‌فروشی به عنوان منابع اطلاعات مشتری، منجر شده‌است.

•	مدیریت ریسک تولیدکننده

تولید کنندگان در هنگام مبادلات بازرگانی، همانند مصرف کنندگان با ریسک مواجه هستند. واسطه‌ها عامل تهیه خدماتی هستند که تولید کنندگان را قادر می‌کند در موقعیت‌های کلاهبرداری و دزدی از سوی مصرف کننده، عملیات جبرانی انجام دهند.

تاثیر فناوری اطلاعات بر واسطه‌گری

فناوری اطلاعات، اثرات قابل توجهی روی سازمان‌ها دارد. شرکت‌ها با توجه به این نوع فناوری، که باعث کاهش هزینه کسب، پردازش و ارسال اطلاعات می‌شود، فرایند عملیات خود را متحول می‌کنند. همچنین، پردازش داده‌ها و زیربناهای فنی ارتباطات از راه دور از یک طرف منجر به توسعه شرکت‌های جهانی شده‌اند و از طرف دیگر، حلقه‌های الکترونیکی اطلاعات، سازمان‌های مجازی یا شبکه‌ای را به وجود آورده‌اند. این تغییرات، چالش‌های بنیادین در کاربرد مدیریت و فلسفه ساختارهای سازمانی و صنعتی را سبب شده‌اند. نظام‌های اطلاعاتی میان‌سازمانی نیز، شبکه‌های مبادله الکترونیکی داده‌ها، بانک‌های اطلاعاتی و دیگر شکل‌های حلقه‌های الکترونیکی را به هم متصل کرده‌است. امروزه، گستره این شبکه، به مصرف کنندگان نیز رسیده‌است. پتانسیل تغییر در نظام ارزشی از گذشته بسیار قویتر شده‌است، به طوری که تولیدکنندگان را قادر می‌کند تا با مصرف‌کنندگان ارتباط مستقیم داشته باشند.

ظهور سخت‌افزارها و شبکه‌های ارتباطی رایانه‌ای ارزان این امکان را برای بسیاری از صنایع ایجاد کرده‌است که به‌طور مستقم با مشتریان خود ارتباط برقرار کنند. به این ترتیب نقش واسطه‌ها در ساختار توزیع یک صنعت با تهدید جدی مواجه می‌شود. این پدیده حذف واسطه‌گری نامیده می‌شود. حذف واسطه‌ها یکی از ارزشمندترین دستاوردهای فناوری اطلاعات می‌باشد که باعث کاهش بی‌سابقه قیمت کالاها و خدمات در جهان شده‌است. براساس برآوردهای انجام شده، حذف واسطه‌ها و ایجاد ارتباط مستقیم بین خریداران و فروشندگان بین ۱۵ تا ۵۰ درصد موجب کاهش قیمت تمام شده کالاها و خدمات برای مشتریان شده‌است.

رابرت رزی (Robert Rozzi) نیز مهم‌ترین و جدیدترین چالش‌های بخش توزیع را این گونه بر می‌شمرد: “ مهم‌ترین مسئله در افق نزدیک برای توزیع کنندگان، تجارت الکترونیک است. ”

دراکر (Drucker) صاحب نظر بزرگ مدیریت: ” نقش تازه و رو به افزایش اینترنت نباید نادیده گرفته شود که به عنوان یک کانال پخش، وارد شده و نقش سنتی کارگزاران فروش را کم‌رنگ ساخته‌است.»

همچنین کاتلر ورود رایانه و شبکه جهانی اینترنت را باعث دگرگونی انقلابی و تغییر دهنده عادتهای خرید می‌داند.

## دستاوردهای فناوری اطلاعات برای بنگاه و سازمان‌های تجاری
- ایجاد فرم‌های جدید تجارت و واسطه‌گری
- امکان ارسال میزان بیشتری اطلاعات با قیمت کمتر به مشتری
- قابلیت دستیابی به بازارهای جدید
- افزایش بازدهی‌های کانال‌های ارتباطی (پیشنهادهای الکترونیکی به سرعت انجام می‌شوند.)
- کاهش هزینه‌های تولید و توزیع کالاهای اطلاعاتی.
- امکان شخصی سازی ارتباطات با مشتری
- تعامل بیشتر با مشتریان، بازاریابی مستقیم و ارتباط یک به یک را میسر می‌کند
- افزایش بازدهی‌های عملیاتی در تجارت‌های برخط. (انتقال بیشتر مراحل معامله به مشتریان)

## نتیجه‌گیری
در دوران فعلی، که نه آن شکل صرف سنتی در شبکه توزیع حاکم است و نه هنوز به دنیای بالغ و تکامل یافته اینترنتی رسیده‌ایم، به چه صورت باید رفتار کنیم؟

در این دوران، واسطه‌های فیزیکی همچنان قدرت مدار هستند. این قدرت ناشی از رابطه مستقیم با مصرف‌کننده نهایی است. به همین سبب، تولیدکنندگان به جهت ترس از تلافی واسطه‌ها، هنوز قابلیت محدود کردن واسطه‌های فیزیکی را ندارند. در حقیقت، در این دوران گذار، عده کمی از مشتریان دسترسی به شبکه تجارت الکترونیک دارند. بنابراین هیچ شرکتی ریسک از دست دادن بخش عمدة کسب و کارش را به بهای محدود نمودن واسطه نپذیرفته و استفاده از این هزینه فرصت را عاقلانه و منطقی نمی‌داند. علت دیگری که حذف یا محدود کردن واسطه‌ها ـ چه فیزیکی و چه الکترونیکی ـ را با تردید روبرو کرده، قدرت انتخابی است که واسطه‌ها به مشتریان می‌دهند. در حال حاضر، هر واسطه نماینده چند تولیدکننده‌است، لذا فرصت انتخاب برای مصرف‌کننده پدید می‌آید. وقتی که هیچ تولیدکننده‌ای قادر به برآوردن انتظارات و نیازهای مشتریان ـ آن هم در طیفی گسترده و متمایز ـ نباشد، خدمات واسطه‌گری مطلوبیت دارد.

در نهایت ملاحظه شد در دوران فعلی که دوران گذار است، به دلایل بنیادی، اقتصادی و اجتماعی نیاز به واسطه‌های فیزیکی حس می‌شود. در دنیای تکامل یافته و بالغ فردا نیز، واسطه‌ها در قالب الکترونیکی جلوه می‌نمایند. پایگاه‌های راهنما، جستجو، ملها، فروشندگان مجدد مجازی، اجلاس‌ها و گروه‌های کاری اینترنتی، مطبوعات اینترنتی، ارزیابی کننده‌ها و…در نقش واسطه‌های الکترونیکی عمل می‌کنند.